# 솔빛중학교
솔빛중학교(솔빛中學校)는 대한민국 경기도 화성시 반송동에 있는 공립 중학교이다.

## 학교 연혁
- 2007년 7월 6일 : 솔빛중학교 설립인가(3학급)
- 2007년 9월 1일 : 솔빛중학교 3학급 개교
- 2007년 9월 1일 : 김병순 초대 교장 취임
- 2008년 2월 15일 : 제1회 졸업식(30명)
- 2008년 3월 3일 : 제1회 입학식(382명)
- 2009년 3월 2일 : 30학급 인가
- 2021년 3월 1일 : 민태경 제5대 교장 취임
- 2024년 1월 5일 : 제17회 졸업식(340명, 누적인원 5,793명)
- 2024년 3월 4일 : 제17회 입학식(341명)

## 참고 자료
- 솔빛중학교 - 한국교육학술정보원 학교알리미